# Soubor městských domů čp. 30 a 31
Soubor městských domů čp. 30 a 31 je areál propojených maloměstských domů v Havlíčkově ulici v Teplé.

## Historie
Domy byly postaveny ve druhé polovině 18. století. V první polovině 20. století pak došlo ke stavebním úpravám. Od roku 2019 je komplex chráněn jako kulturní památka. V roce 2021 byly na domě čp. 30 za podpory města rekonstruovány omítky.

## Dům čp. 30
Obdélná přízemní stavba je orientována rovnoběžně s ulicí. V uličním průčelí jsou čtyři okenní otvory a vstupní dveře, obojí má kamenné ostění. Dům je krytý sedlovou střechou, kde jsou na původních dřevěných šindelech položeny eternitové šablony. Štíty jsou bedněné z prken.

## Dům čp. 31
Dům je rovněž přízemní, ale je orientován štítem do ulice. Uliční průčelí má v přízemí tři okna a ve štítu dvě. Hlavní vstup do domu pak je umístěn v bočním průčelí. Fasáda je zdobena lizénovými rámci. Podobně jako v případě domu čp. 30 je střecha sedlová, krytá eternitem položeným na dřevěných šindelech.

## Stodola
Soubor budov je doplněn přízemní cihlovou stodolou se sedlovou střechou, prkennými štíty a dřevěnými vraty.